# Shorea micans
Shorea micans là một loài thực vật thuộc họ Dipterocarpaceae. Tên gọi của loài xuất phát từ Latin (micans = sáng bóng) để chỉ lá cây sáng bóng của nó. Đây là một cây lớn có độ cao trung bình tới cao, có ở các rừng dầu trên vùng đất bao phủ lớp đá siêu kiềm. S. micans là loài đặc hữu của Sabah, và cực kỳ nguy cấp do mất môi trường sống. Loài này có ở ít nhất hai khu vực bảo tồn (Khu bảo tồn rừng Tawai và Bidu Bidu).